# 고베 해군 훈련소
고베 해군 훈련소(일본어: 神戸海軍操練所)는 에도 막부 말기인 1864년, 군함 부교 직책에 있던 가쓰 가이슈가 설립 허가를 받음으로써 설립된 해군 훈련기관이다. 가쓰는 사카모토 료마를 사신으로 파견해 에치젠국의 후쿠이번 번주였던 마쓰다이라 슌가쿠에게서 천냥을 빌림으로써 해군 훈련소의 설립 자금을 조달하였다. 1865년 해체되었다.

## 같이 보기
- 나가사키 해군 전습소